# Храм Троицы Живоначальной в Свиблове
Храм Троицы Живоначальной в Свиблове на реке Яузе — православный храм в районе Свиблово города Москвы, бывшая вотчинная церковь в подмосковной усадьбе Нарышкиных Свиблово, яркий памятник нарышкинского барокко.
С 2012 года принадлежит к Сергиевскому благочинию Московской епархии Русской Православной Церкви.

## История
Предполагается, что Троицкая церковь в деревне Свиблово существует со времён Дмитрия Донского и была построена, когда деревней владели бояре Свибловы. Однако первое достоверное документальное упоминание храма относится к началу XVII века, когда по приказу владельца села Андрея Львовича Плещеева с 1622 по 1623 год на месте старой деревянной церкви выстраивают новую. В 1677 году сын Андрея Львовича Михаил, унаследовавший деревню, вновь перестраивает церковь и пристраивает к ней придел во имя митрополита Алексия. В 1679 году усадьба переходит к малолетней дочери Михаила Марье, которую воспитывает её дядя Кирилл Алексеевич Нарышкин — он же в 1704-1708 году выстраивает в деревне каменные палаты и каменную церковь, а в 1709 году пристраивает к ней колокольню.
В 1938 году храм был закрыт.
В 1970—1980-х годах в усадьбе Свиблово проводились реставрационные работы, затрагивающие и здание храма. В 1990 году Патриарх Алексий II обратился с просьбой о возвращении храма Русской православной церкви, которая была удовлетворена. В 1994 году храм получил статус патриаршего подворья, в 1995 году здесь возобновляются богослужения.

## Архитектура
Здание Троицкой церкви — единственная полностью сохранившаяся постройка из всех усадебных строений начала XVIII века. От усадьбы К. А. Нарышкина до нас также дошли первый этаж его палат (1709—1714), затем вошедший в состав главного дома усадьбы, и остатки неизвестной постройки в составе подвала людского флигеля. Из них только здание Троицкой церкви сохраняет традиции московского барокко в сочетании с ордерными приёмами петровского времени: крестообразный план храма, декоративные детали наличников окон и портиков стилистически относятся к XVII веку, тогда как в завершающих частях прослеживаются элементы новой архитектуры. Основной четверик храма венчает парапет с фигурными балясинами, позволяющий провести аналогию с собором московского Богоявленского монастыря. Он был устроен позднее взамен первоначальных гребней в стиле московского барокко и перекликался с аналогичным, венчавшим палаты Нарышкина, построенные вскоре после возведения церкви уже в стиле петровского барокко.

## Духовенство
- Арсений, митрополит Звенигородский, викарий патриарха Московского и всея Руси.
- Протоиерей Александр Тимофеев — помощник настоятеля.
- Протоиерей Сергий Рождественский.
- Иеромонах Онисим (Бамблевский).
- Иерей Александр Колокольчиков[2].